# Celastrus aculeatus
Celastrus aculeatus är en benvedsväxtart som beskrevs av Merrill. Celastrus aculeatus ingår i släktet Celastrus och familjen Celastraceae. Inga underarter finns listade.